# Zdeněk Nekula
Zdeněk Nekula, né le 9 février 1970 à Znojmo, est un homme politique tchèque, membre du mouvement Union chrétienne démocrate - Parti populaire tchécoslovaque (KDU-ČSL).